# Justice Canada
Pour les autres articles nationaux ou selon les autres juridictions, voir Ministère de la Justice.
 (novembre 2015).
Si vous disposez d'ouvrages ou d'articles de référence ou si vous connaissez des sites web de qualité traitant du thème abordé ici, merci de compléter l'article en donnant les références utiles à sa vérifiabilité et en les liant à la section « Notes et références ».
Justice Canada, également connu sous le nom de « forme longue » ministère de la Justice du Canada (en anglais, Department of Justice of Canada) et Ministère de la Justice Canada (Department of Justice Canada), est le ministère fédéral chargé de l'administration de la justice canadienne. Il est dirigé et agit à titre de conseiller auprès du ministre de la Justice du Canada en son rôle de procureur général.

## Mission

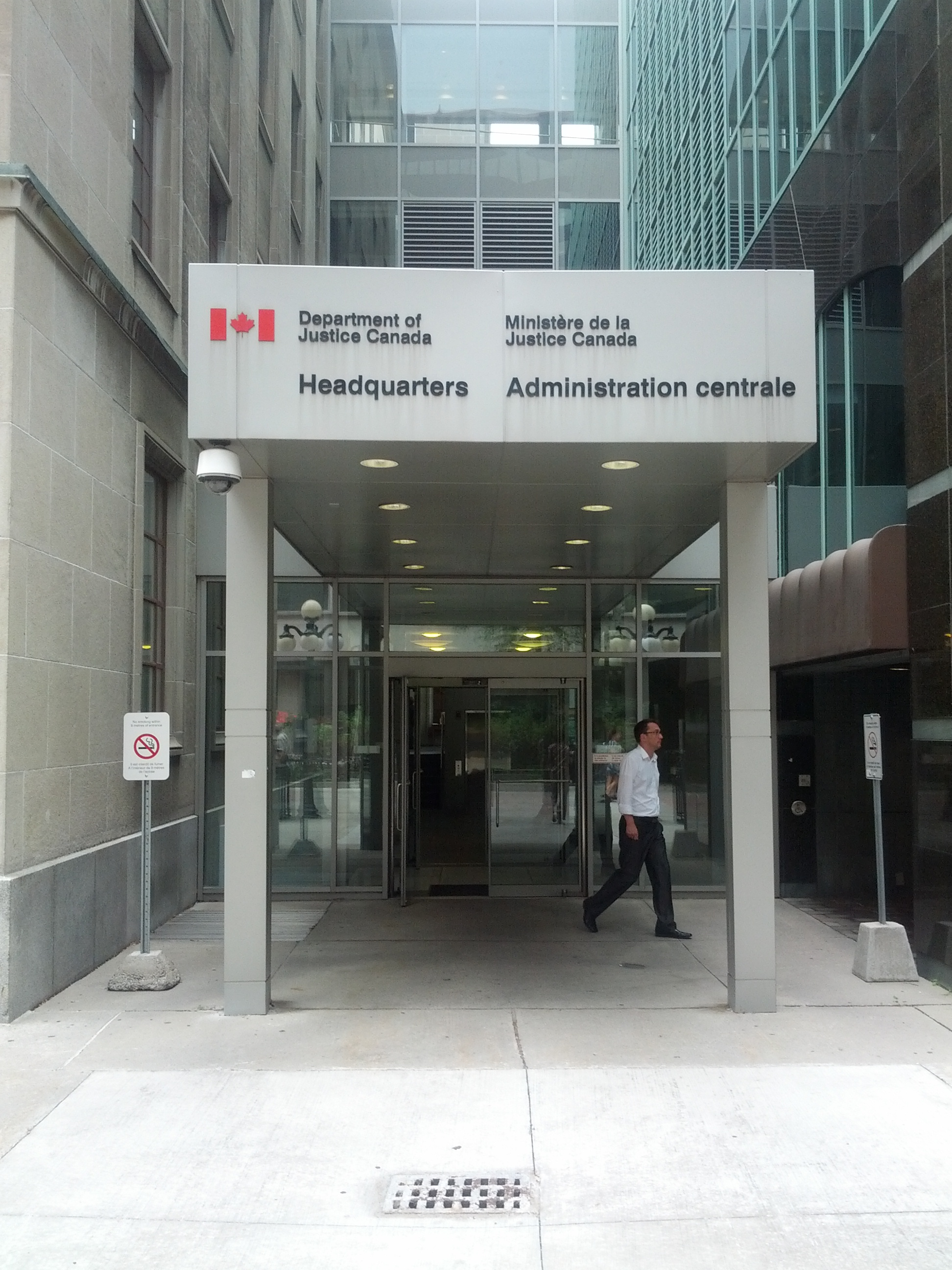
Entrée de l'administration centrale du ministère de la Justice Canada à Ottawa.

Le ministère de la Justice doit notamment :
- seconder le ministre dans la tâche d'assurer, au Canada, l'existence d'une société juste et respectueuse des lois, pourvue d'un système judiciaire efficace, équitable et accessible à tous ;
- fournir des conseils et des services juridiques de haute qualité au gouvernement ainsi qu'aux ministères et organismes clients ;
- promouvoir le respect des droits et libertés, de la loi et de la Constitution.